# 1003年
| 千纪： | 2千纪 |
| 世纪： | 10世纪 \| 11世纪 \| 12世纪                                                                               |
| 年代： | 970年代 \| 980年代 \| 990年代 \| 1000年代 \| 1010年代 \| 1020年代 \| 1030年代                            |
| 年份： | 998年 \| 999年 \| 1000年 \| 1001年 \| 1002年 \| 1003年 \| 1004年 \| 1005年 \| 1006年 \| 1007年 \| 1008年 |
| 纪年： | 癸卯年（兔年）；契丹統和二十一年；北宋咸平六年；大理明治七年；越南應天十年；日本長保五年                 |

## 大事记
- 遼國派遣南府宰相耶律奴瓜以及蕭撻凜率部南侵，於望都之戰擊敗宋軍。
- 三国志最早的刻本国子监刻本刊行。
- 拜占廷皇帝巴西尔二世（958年－1025年，67岁）从保加利亚手中夺回希腊和马其顿。

## 各国领袖

### 非洲
- 法蒂玛王朝（绿衣大食）- 哈基姆，开罗哈里发，996年－1021年
  - 伊夫奇亚 – 巴迪斯, 齐里王朝，995年－1016年
- 埃塞俄比亚（黑暗时代）- Judith，埃塞俄比亚君主，约1000年－约1040年
- 馬庫里亞王國（栋古拉王国）- 拉斐尔，马库里亚国王，999年－1030年
- 桑海王国 - 迪亚·科索伊，桑海国王，约1000年－1019年后

### 亚洲
- 中国
  - 北宋 - 宋真宗，中国皇帝，997年－1022年
  - 辽 - 辽圣宗，中国皇帝，982年－1031年
  - 西夏 - 李继迁，西夏王，991年－1004年
  - 大理 - 段素英，大理国国王，986年－1009年
- 朝鲜半岛（王氏高丽）- 高丽穆宗，高丽国王，997年－1009年
- 日本 (平安时代) –
  - 日本天皇 – 一条天皇，986年－1011年
  - 藤原氏 – 藤原道長，995年－1017年
- 越南
  - 大瞿越 - 黎桓，大瞿越皇帝，980年－1005年
  - 占婆 - 毗阇耶跋摩，占婆国王，约998年－1007年
- 柬埔寨（吴哥王朝）-闍耶毗羅跋摩，吴哥国王，1002年－1006年
- 马打兰 - 达尔马旺夏，马打兰国王，985年－1006年
- 印度
  - 注辇 - 罗阇罗阇一世，注辇国王，985年－1012年
  - 遮娄其王朝 - 萨特耶室罗耶，遮娄其国王，997年－1008年
  - 阿萨姆 - 婆罗贺摩波罗，阿萨姆国王，990年－1010年
  - 基腊罗普特拉王国 - 作明罗毗跋摩一世，基腊罗普特拉国王，962年－1019年
  - 摩腊婆 - 信度罗阇，摩腊婆国王，995年－1010年
  - 波罗王朝 - 摩希波罗，波罗国王，988年－1038年
  - 瞿折罗-波罗提诃罗王朝 - 罗阇耶波罗，波罗提诃罗王朝国王，约990年－1018年
- 斯里兰卡 - 摩晒陀五世，斯里兰卡国王，982年－约1007年，仅统治很小地域；大部分领土被罗阇罗阇一世占领
- 黑汗王朝 - 阿尔斯兰·伊列克·纳斯尔，黑汗王朝大汗，998年－1017年
- 加兹尼王朝 - 马哈茂德，加兹尼王朝苏丹，998年－1030年
- 布哈拉 - 胜利者伊斯梅尔，萨曼王朝的复国志士，999年－1004年
- 伊朗
  - 白益王朝（伊拉克、法尔斯和克尔曼）- 巴哈·阿勒道拉，白益王朝埃米尔，988年－1012年
  - 泰伯里斯坦（席亚尔王朝）- 沙姆斯·穆阿里·阿布-哈桑·加布斯·伊本·乌什姆吉尔，席亚尔王朝埃米尔，976年－1012年
- 阿拔斯王朝 - 卡迪尔，巴格达哈里发，991年－1031年
- 阿勒颇 - 阿里二世，阿勒颇埃米尔，1002年－1004年
- 摩苏尔 - Mu'tamid al-Dawla Qirwash，摩苏尔埃米尔，1001年－1050年
- 格鲁吉亚（卡尔特利王国）- 古根，卡尔特利国王，1001年－1008年
- 亚美尼亚 - 加吉克一世，亚美尼亚国王，989年－1020年
- 塞尔柱突厥人 -（可能是）塞尔柱贝伊，塞尔柱人的贝伊，？－1038年

### 欧洲
- 教宗國：
  1. 教宗思維二世，999年－1003年
  2. 教宗若望十七世，1003年
  3. 教宗若望十八世，1003年－1009年
- 拜占廷帝国 - 巴西尔二世，拜占廷帝国皇帝，976年－1025年
- 西班牙
  - 科尔多瓦哈里发国（白衣大食）- 希沙姆二世，科尔多瓦哈里发，976年－1008年，1010年－1012年
  - 莱昂 - 阿方索五世，莱昂国王，999年－1028年
  - 纳瓦拉 - 桑乔·加尔塞斯三世，纳瓦拉国王，1000年－1035年
  - 巴塞罗那 - 拉蒙·博雷尔，巴塞罗那伯爵，992年－1018年
- 神圣罗马帝国（不包括意大利）- 亨利二世，神圣罗马帝国皇帝，1002年－1024年
  - 波希米亚 -

  1. 弗拉迪沃伊，波希米亚公爵，1002年－1003年
  2. 波列斯拉夫三世，波希米亚公爵，1003年
  3. 波列斯瓦夫一世，波希米亚公爵，1003年－1004年

  - 奥地利 - 亨利一世，奥地利藩侯，994年－1018年
  - 巴伐利亚 - 亨利四世，巴伐利亚公爵，995年－1005年
  - 克恩滕 - 亨利四世，克恩滕公爵，995年－1004年
  - 上洛林 - 迪特里希一世，上洛林公爵，978年－1027年
  - 下洛林 - 奥托，下洛林公爵，991年－1012年
  - 卢森堡（摩泽尔和阿登）- 亨利一世，摩泽尔和阿登伯爵，998年－1026年
  - 迈森 - 贡策林，迈森藩侯，1002年－1009年
  - 普法尔茨 - 埃佐，普法尔茨伯爵，994年－1034年
  - 萨克森 - 伯恩哈德一世，萨克森公爵，973年－1011年
  - 士瓦本 -

  1. 赫尔曼二世，士瓦本公爵，997年－1003年
  2. 赫尔曼三世，士瓦本公爵，1003年－1012年
- 匈牙利 - 伊什特万一世，匈牙利大公，997年－1038年
- 英格兰 - 埃塞尔雷德二世，英格兰国王，978年－1013年，1014年－1016年
- 苏格兰 - 肯尼思三世，苏格兰国王，997年－1005年
- 爱尔兰 - 布赖恩·博鲁，爱尔兰国王，1002年－1014年
- 法国 - 罗贝尔二世，法国国王，996年－1031年
  - 诺曼底 - 理查二世，诺曼底公爵，996年－1027年
  - 安茹 - 富尔克三世，安茹伯爵，987年－1040年
  - 阿基坦 - 威廉五世，阿基坦公爵，990年－1029年
  - 布列塔尼 - 若弗鲁瓦一世，布列塔尼公爵，992年－1008年
  - 布卢瓦 - 蒂博二世，布卢瓦伯爵，995年－1004年
  - 勃艮第 - 奥托-纪尧姆，勃艮第公爵，1002年－1004年
  - 瓦卢瓦 - 戈蒂埃二世，瓦卢瓦伯爵，998年－1017年
  - 香槟 - 艾蒂安一世，香槟伯爵，995年－1022年
  - 曼恩 - 于格三世，曼恩伯爵，992年－1015年
  - 加斯科涅 - 贝尔纳多·纪廉，加斯科涅公爵，984年－1009年
  - 图卢兹 - 威廉三世，图卢兹伯爵，950年－1037年
  - 佛兰德 - 博杜安四世，佛兰德伯爵，988年－1036年
- 勃艮第王国 - 鲁道夫三世，勃艮第国王，993年－1032年
- 波兰 - 波列斯瓦夫一世，波兰国王，992年－1025年
- 罗斯 - 弗拉基米尔一世·斯维亚托斯拉维奇，基辅大公，980年－1015年
  - 诺夫哥罗德 - 维谢斯拉夫·弗拉基米罗维奇，诺夫哥罗德王公，987年－1010年
  - 沃伦 - 弗谢沃洛德·弗拉基米罗维奇，沃伦王公，约987年－？
  - 德列夫利安 - 斯维亚托斯拉夫·弗拉基米罗维奇，德列夫利安王公，？－1015年
  - 穆罗姆 - 鲍里斯·弗拉基米罗维奇，穆罗姆王公，？－1015年
  - 波洛茨克 -

  1. 弗谢斯拉夫·伊贾斯拉维奇，波洛茨克王公，1001年－1003年
  2. 布里亚奇斯拉夫·伊贾斯拉维奇，波洛茨克王公，1003年－1044年

  - 罗斯托夫 - 雅罗斯拉夫·弗拉基米罗维奇，罗斯托夫王公，987年－1010年
  - 特穆塔拉干 - 姆斯季斯拉夫·弗拉基米罗维奇，特穆塔拉干王公，988年－1036年
  - 图罗夫 - 斯维亚托波尔克·弗拉基米罗维奇，图罗夫王公，988年－1015年
- 可萨汗国 -（可能是）乔治·祖尔，可萨汗，？－1016年
- 佩切涅格人 -（可能是）库楚格，佩切涅格汗，约990年－？
- 意大利
  - 阿马尔菲 - 曼索一世，阿马尔菲公爵，966年－1004年
  - 贝内文托 - 潘多尔福二世，贝内文托亲王，981年－1014年
  - 加埃塔 - 约翰三世，加埃塔公爵，991年－1012年
  - 卡普阿 - 兰杜尔福七世，卡普阿亲王，999年－1007年
  - 阿奎莱亚 - 约翰四世，阿奎莱亚宗主教，984年－1017年
  - 米兰 - 阿诺尔福·达·阿尔萨戈，米兰大主教，998年－1018年
  - 那不勒斯 - 塞尔吉乌斯四世，那不勒斯公爵，1002年－1036年
  - 萨莱诺 - 瓜伊马里奥三世，萨莱诺亲王，994年－1030年
  - 威尼斯共和国 - 彼得罗·奥尔塞奥洛二世，威尼斯执政，991年－1008年
- 保加利亚 - 萨穆埃尔，保加利亚沙皇，976年－1014年
- 丹麦和挪威 - 斯文一世，丹麦国王，985年－1014年；挪威国王，999年－1015年
- 瑞典 - 奥洛夫·舍特康努格，瑞典国王，995年－1022年

## 出生
- 李元昊（1003年－1048年，45岁），西夏开国皇帝

## 逝世
- 紅鬍子艾瑞克，維京探險家，格陵蘭的開發者。